# Her Answer
Her Answer è un cortometraggio muto del 1915 prodotto dalla Lubin. Il nome del regista non viene riportato nei credit del film che, prodotto da Siegmund Lubin, fu interpretato da Lilie Leslie, William A. Cohill, Rosetta Brice, Marie Sterling.

## Produzione
Il film fu prodotto dalla Lubin Manufacturing Company.

## Distribuzione
Distribuito dalla General Film Company, il film - un cortometraggio in una bobina - uscì nelle sale Stati Uniti d'America il 25 giugno 1915.